# AAT Women's Circuit Rosario
L'AAT Women's Circuit Rosario è un torneo professionistico di tennis giocato su campi in terra rossa. Fa parte dell'ITF Women's Circuit. Si gioca annualmente a Rosario in Argentina.

## Albo d'oro

### Singolare
| Anno | Campionessa     | Finalista   | Punteggio |
| ---- | --------------- | ----------- | --------- |
| 2011 | Chanel Simmonds | Julia Cohen | 6–3, 6–4  |

### Doppio
| Anno | Campionesse                  | Finaliste                           | Punteggio        |
| ---- | ---------------------------- | ----------------------------------- | ---------------- |
| 2011 | Mailen Auroux María Irigoyen | Inés Ferrer Suárez Richèl Hogenkamp | 4–6, 6–1, [10–7] |